# 270
| 270                |
| ------------------ |
| Dødsfald - Fødsler |
|                    |

| Gregoriansk kalender | 270 CCLXX               |
| Ab urbe condita      | 1023                    |
| Armensk kalender     | I/T                     |
| Kinesiske kalender   | 2966 – 2967 己丑 – 庚寅 |
| Etiopisk kalender    | 262 – 263               |
| Jødisk kalender      | 4030 – 4031             |
| Hindukalendere       |                         |
| - Vikram Samvat      | 325 – 326               |
| - Shaka Samvat       | 192 – 193               |
| - Kali Yuga          | 3371 – 3372             |
| Iransk kalender      | 352 BP – 351 BP         |
| Islamisk kalender    | 363 BH – 362 BH         |

Se også 270 (tal)

## Begivenheder
- Aurelian bliver romersk kejser.

## Født
- Maximinus II Daza, romersk kejser

## Dødsfald
- Claudius II, romersk kejser, regerede 268-270
- Quintillus, romersk kejser, regerede 270
- Plotin, græsk filosof, født 204